# Fannia barbata
Fannia barbata är en tvåvingeart som först beskrevs av Stein 1892.  Fannia barbata ingår i släktet Fannia och familjen takdansflugor. Inga underarter finns listade i Catalogue of Life.